# Coppa dei Balcani 1965-1966
La Coppa dei Balcani per club 1965-1966 è stata la quarta edizione della Coppa dei Balcani, la competizione per squadre di club della penisola balcanica e Turchia.
È stata vinta dai romeni del Rapid Bucarest, al loro secondo titolo.

## Squadre partecipanti
Bulgaria e Romania sono rappresentate da due squadre ciascuna, le altre da una soltanto. Le 8 squadre partecipanti vengono divise in due gironi.
| Squadra           | Stagione 1963-64                       |
| ----------------- | -------------------------------------- |
| 17 Nëntori Tirana | 6º in Albania                          |
| Spartak Plovdiv   | 4º in Bulgaria                         |
| Černo More Varna  | 6º in Bulgaria                         |
| Olympiacos        | 2º in Grecia                           |
| Vardar            | 14º in Jugoslavia                      |
| Rapid Bucarest    | 2º in Romania. Detentore Coppa Balcani |
| Farul Costanza    | 8º in Romania                          |
| Beşiktaş          | 2º in Turchia                          |

## Torneo

### Girone A
| Squadra         | Pti | G | V | N | P | GF | GS | QR    |
| --------------- | --- | - | - | - | - | -- | -- | ----- |
| Farul Costanza  | 9   | 6 | 4 | 1 | 1 | 10 | 2  | 5,000 |
| Olympiacos      | 9   | 6 | 4 | 1 | 1 | 10 | 8  | 1,250 |
| Spartak Plovdiv | 5   | 6 | 2 | 1 | 3 | 11 | 9  | 1,222 |
| Vardar          | 1   | 6 | 0 | 1 | 5 | 3  | 15 | 0,200 |

|            | Far | Oly | Spa | Var |
| ---------- | --- | --- | --- | --- |
| Farul      |     | 3-0 | 1-0 | 1-0 |
| Olympiakos | 1-0 |     | 3-1 | 1-0 |
| Spartak    | 1-1 | 2-3 |     | 4-1 |
| Vardar     | 0-4 | 2-2 | 0-3 |     |

#### Risultati
| Il Pireo 10 marzo 1965                                                              | Olympiacos | 3 – 1     | Spartak Plovdiv | Stadio Geōrgios Karaiskakīs |
| \| \| \| \| \| Vasiliou 34’ Papazoglou 58’ Botinos 66’ \| Marcatori \| 13’ Velev \| |            |           |                 |                             |
|                                                                                     |            |           |                 |                             |
| Vasiliou 34’ Papazoglou 58’ Botinos 66’                                             | Marcatori  | 13’ Velev |                 |                             |

| Il Pireo 14 marzo 1965 | Spartak Plovdiv | 2 – 3 | Olympiacos | Stadio Geōrgios Karaiskakīs |

| Plovdiv 28 aprile 1965 | Spartak Plovdiv | 1 – 1 | Farul Costanza | Stadio Spartak |

| Costanza 12 maggio 1965 | Farul Costanza | 1 – 0 | Spartak Plovdiv | Stadio Farul |

| Plovdiv 2 giugno 1965 | Spartak Plovdiv | 4 – 1 | Vardar | Stadio Spartak |

| Skopje 16 giugno 1965 | Vardar | 0 – 4 | Farul Costanza | Gradski stadion |

| Costanza 23 giugno 1965 | Farul Costanza | 1 – 0 | Vardar | Stadio Farul |

| Skopje 30 giugno 1965 | Vardar | 0 – 3 | Spartak Plovdiv | Gradski stadion |

| Il Pireo 5 settembre 1965                      | Olympiacos | 1 – 0 | Vardar | Stadio Geōrgios Karaiskakīs |
| \| \| \| \| \| Vasiliou 48’ \| Marcatori \| \| |            |       |        |                             |
|                                                |            |       |        |                             |
| Vasiliou 48’                                   | Marcatori  |       |        |                             |

| Skopje 19 settembre 1965                                                           | Vardar    | 2 – 2            | Olympiacos | Gradski stadion |
| \| \| \| \| \| Pecovski 60’ Milisis 73’ (aut.) \| Marcatori \| 8’, 70’ Dermatis \| |           |                  |            |                 |
|                                                                                    |           |                  |            |                 |
| Pecovski 60’ Milisis 73’ (aut.)                                                    | Marcatori | 8’, 70’ Dermatis |            |                 |

| Il Pireo 20 ottobre 1965 | Olympiacos | 1 – 0 | Farul Costanza | Stadio Geōrgios Karaiskakīs |

| Costanza 1 giugno 1966 | Farul Costanza | 3 – 0 A tavolino | Olympiacos | Stadio Farul |

### Girone B
Il Beşiktaş non si è presentato alle due gare contro il Rapid Bucarest. Assegnato il 3-0 a tavolino a favore dei romeni.
| Squadra           | Pti | G | V | N | P | GF | GS | QR    |
| ----------------- | --- | - | - | - | - | -- | -- | ----- |
| Rapid Bucarest    | 10  | 6 | 5 | 0 | 1 | 14 | 5  | 2,800 |
| Černo More Varna  | 8   | 6 | 3 | 2 | 1 | 7  | 4  | 1,750 |
| 17 Nëntori Tirana | 4   | 6 | 1 | 2 | 3 | 5  | 7  | 0,714 |
| Beşiktaş          | 2   | 6 | 0 | 2 | 4 | 2  | 12 | 0,167 |

|            | Rap | Č.M | Nën | Beş |
| ---------- | --- | --- | --- | --- |
| Rapid      |     | 2-0 | 3-1 | 3-0 |
| Černo More | 3-1 |     | 1-0 | 2-0 |
| 17 Nëntori | 1-2 | 0-0 |     | 2-0 |
| Beşiktaş   | 0-3 | 1-1 | 1-1 |     |

#### Risultati
| Tirana 16 dicembre 1964 | 17 Nëntori Tirana | 0 – 0 | Černo More Varna | Stadiumi Dinamo |

| Bucarest 7 aprile 1965 | Rapid Bucarest | 2 – 0 | Černo More Varna | Stadio Rapid |

| Istanbul 9 maggio 1965                                | Beşiktaş  | 1 – 1     | Černo More Varna | Stadio Mithat Paşa |
| \| \| \| \| \| Arbay 61’ \| Marcatori \| 51’ Genov \| |           |           |                  |                    |
|                                                       |           |           |                  |                    |
| Arbay 61’                                             | Marcatori | 51’ Genov |                  |                    |

| Varna 26 maggio 1965                           | Černo More Varna | 1 – 0 | 17 Nëntori Tirana | Stadio Jurij Gagarin (12 000 spett.) |
| \| \| \| \| \| Atanasov 82’ \| Marcatori \| \| |                  |       |                   |                                      |
|                                                |                  |       |                   |                                      |
| Atanasov 82’                                   | Marcatori        |       |                   |                                      |

| Istanbul 2 giugno 1965                                  | Beşiktaş  | 1 – 1     | 17 Nëntori Tirana | Stadio Mithat Paşa |
| \| \| \| \| \| Ehlidil 56’ \| Marcatori \| 24’ Pavlo \| |           |           |                   |                    |
|                                                         |           |           |                   |                    |
| Ehlidil 56’                                             | Marcatori | 24’ Pavlo |                   |                    |

| Varna 23 giugno 1965 | Černo More Varna | 3 – 1 | Rapid Bucarest | Stadio Tiča |

| Bucarest 14 luglio 1965 | Rapid Bucarest | 3 – 1 | 17 Nëntori Tirana | Stadio Rapid |

| Varna 20 novembre 1965                                      | Černo More Varna | 2 – 0 | Beşiktaş | Stadio Tiča |
| \| \| \| \| \| Bilyalov 18’ Stoyanov 51’ \| Marcatori \| \| |                  |       |          |             |
|                                                             |                  |       |          |             |
| Bilyalov 18’ Stoyanov 51’                                   | Marcatori        |       |          |             |

| Tirana 26 novembre 1965                                | 17 Nëntori Tirana | 2 – 0 | Beşiktaş | Stadiumi Dinamo |
| \| \| \| \| \| Flaçer 16’ Gaçka 55’ \| Marcatori \| \| |                   |       |          |                 |
|                                                        |                   |       |          |                 |
| Flaçer 16’ Gaçka 55’                                   | Marcatori         |       |          |                 |

| Tirana 19 maggio 1966 | 17 Nëntori Tirana | 1 – 2 | Rapid Bucarest | Stadiumi Dinamo |

### Finale
| Squadra 1      | Totale | Squadra 2      | Andata | Ritorno |
| -------------- | ------ | -------------- | ------ | ------- |
| Rapid Bucarest | 5–3    | Farul Costanza | 3–3    | 2–0     |

| Bucarest 17 luglio 1966 Andata | Rapid Bucarest | 3 – 3 | Farul Costanza | Stadio Rapid |

| Costanza 21 luglio 1966 Ritorno | Farul Costanza | 0 – 2 | Rapid Bucarest | Stadio Farul |